# آویناش (فیلم)
آویناش (به انگلیسی: Avinash) فیلمی هندی محصول سال ۱۹۸۶ و به کارگردانی اومش مهرا است. در این فیلم بازیگرانی همچون میتون چاکرابورتی، پروین بابی، پونام دیلون، بیندیا گوسوامی، پریم چوپرا و باب کریستو ایفای نقش کرده‌اند.